# Haplopsecas annulipes
Haplopsecas annulipes är en spindelart som beskrevs av Lodovico di Caporiacco 1955. Haplopsecas annulipes ingår i släktet Haplopsecas och familjen hoppspindlar. Inga underarter finns listade i Catalogue of Life.